# Liste der EU-Vogelschutzgebiete in Slowenien

Natura 2000-Logo

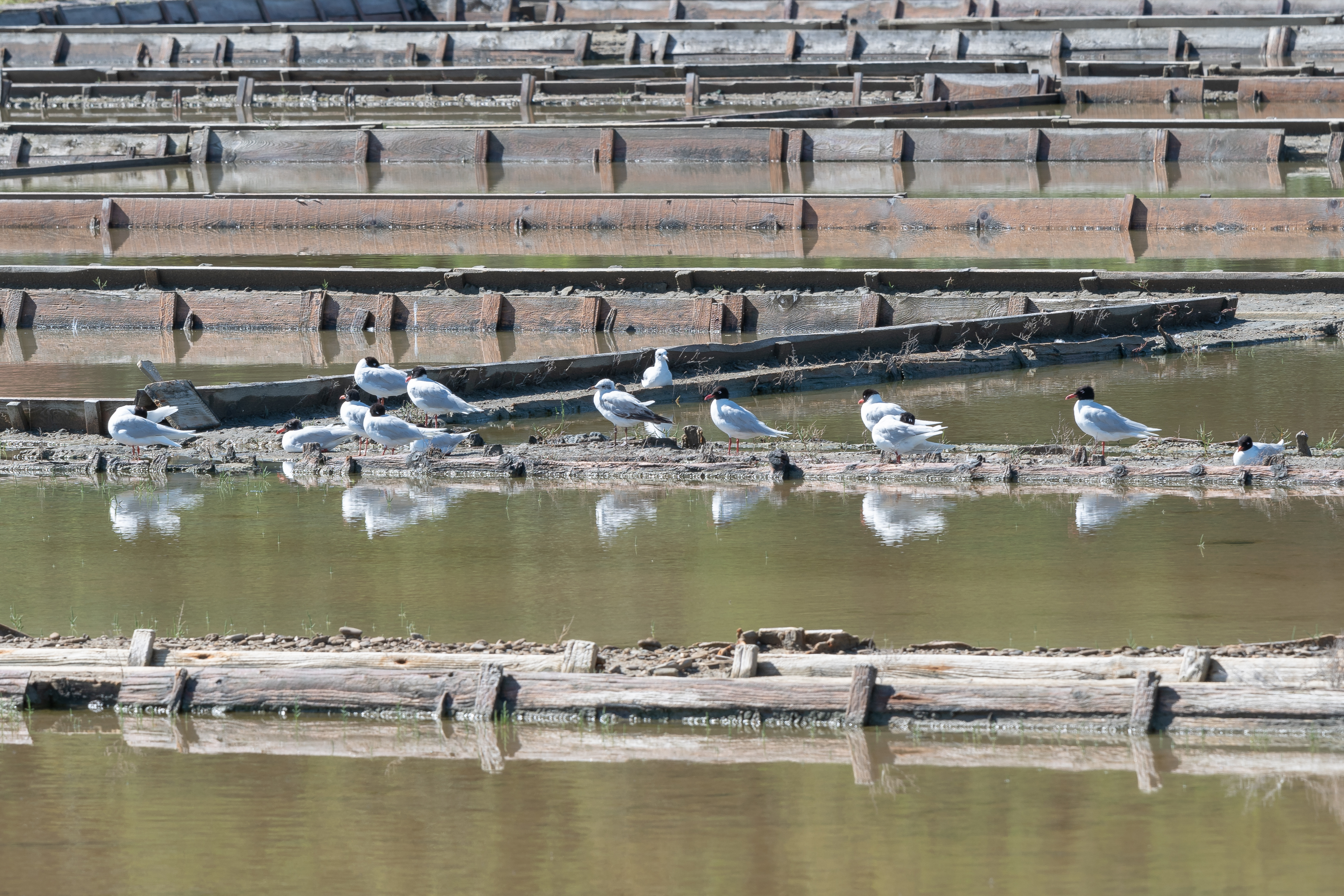
Schwarzkopfmöwen im EU-Vogelschutzgebiet Strunjan

Die folgende Liste enthält alle 31 Europäischen Vogelschutzgebiete (slowenisch: Posebno varstveno obmocje) nach Art. 4 (1) der Europäischen Vogelschutzrichtlinie in Slowenien. Die Gebiete sind Bestandteil des europäischen Schutzgebietsnetzes Natura 2000. Die Vogelschutzgebiete umfassen insgesamt ca. 5.075 km² und damit etwa ein Viertel der Gesamtfläche des Landes.
Die slowenischen Vogelschutzgebiete haben im Mittel eine Fläche von rund 164 km², der Median liegt bei 43 km². Damit liegen die Gebiete flächenmäßig über den europäischen Durchschnitt.

## Hinweise zu den Angaben in der Tabelle
- Gebietsname: Amtliche Bezeichnung des Schutzgebiets
- Datei/Commons: Datei und Link zu weiteren Dateien aus dem Schutzgebiet
- WDPA-ID: Link zum Schutzgebiet in der World Database on Protected Areas
- EEA-ID: Link zum Schutzgebiet in der Datenbank der European Environment Agency (EEA)
- Fläche: Gesamtfläche des Schutzgebiets in Hektar
- Bemerkungen: Besonderheiten und Anmerkung

## Tabelle
| Gebietsname                                 | Datei/Commons | WDPA-ID   | EEA-ID    | Fläche ha | Lage | Bemerkungen |
| ------------------------------------------- | ------------- | --------- | --------- | --------- | ---- | --- |
| Jelovica                                    |               | 555541566 | SI5000001 | 9.767,91  | ⊙    | Verkarstete Hochebene, östlicher Ausläufer der Julischen Alpen. Bedeutende Vorkommen von Auerhuhn und Sperlingskauz.                                                                             |
| Snežnik-Pivka                               |               | 555541567 | SI5000002 | 54.937,64 | ⊙    | Großes zusammenhängendes Waldgebiet im Norden des Dinarischen Gebirges. Europaweit höchste Vorkommensdichte des Habichtskauzes.                                                                  |
| Dolina Reke                                 |               | 555541568 | SI5000003 | 1.866,00  | ⊙    | Gehölzreiche Kulturlandschaft im Rekatal. Bedeutendes Brutvorkommen des Wachtelkönigs. |
| Dravinjska dolina                           |               | 555541570 | SI5000005 | 1.911,37  | ⊙    | Unteres Drann-Tal mit naturnahem Flusslauf und extensiven Auewiesen. Bedeutendes Vorkommen des Weißstorchs.                                                                                      |
| Pohorje                                     |               | 555541571 | SI5000006 | 18.691,12 | ⊙    | Östlicher Alpenausläufer mit silikatischem Grundgestein und ausgedehnten Nadelwäldern. Wichtiger Lebensraum für Sperlingskauz, Raufußkauz und Birkhuhn.                                          |
| Banjšice                                    |               | 555541572 | SI5000007 | 3.118,99  | ⊙    | Verkarstetes Hochplateau im Hochkarst. Höchste Populationsdichte des Ziegenmelkers in Europa. |
| Škocjanski zatok                            |               | 555541573 | SI5000008 | 122,59    | ⊙    | Brackwasserbucht an der Adriaküste. Bedeutendes Vorkommen des Seeregenpfeifers. |
| Goričko                                     |               | 555541574 | SI5000009 | 40.203,27 | ⊙    | Ländliche, strukturreiche Kulturlandschaft mit dominierendem Ackerbau. Bedeutendes Vorkommen von Zwergohreule und Heidelerche.                                                                   |
| Mura (deutsch: Mur)                         |               | 555541575 | SI5000010 | 14.463,31 | ⊙    | Gesamter slowenischer Abschnitt des Murtals. Vorkommen zahlreicher Vogelarten der feuchten Lebensräume, wie Sumpfhühner und Störche.                                                             |
| Drava (deutsch: Drau)                       |               | 555541576 | SI5000011 | 10.033,06 | ⊙    | Gesamter slowenischer Abschnitt des Drautals. Bedeutendes Vorkommen der Trauerseeschwalbe und zahlreicher Wasservogelarten.                                                                      |
| Krakovski gozd-Šentjernejsko polje          |               | 555541577 | SI5000012 | 8.349,69  | ⊙    | Großer Auwaldkomplex mit umgebendem Extensivgrünland im Krka-Tal. Bedeutende Vorkommen von Mittelspecht und Halsbandschnäpper.                                                                   |
| Kočevsko                                    |               | 555541578 | SI5000013 | 97.960,20 | ⊙    | Karstlandschaft im Dinarischen Gebirge, größter zusammenhängender Waldbestand Sloweniens. Bedeutendes Vorkommen des Weißrückenspechts und weiterer Waldvögel.                                    |
| Ljubljansko barje (deutsch: Laibacher Moor) |               | 555541579 | SI5000014 | 12.371,67 | ⊙    | Offene Kulturlandschaft mit großen Grünlandbeständen und Feuchtbiotopkomplexen. Bedeutendes Brutvorkommen des Wachtelkönigs.                                                                     |
| Cerkniško jezero                            |               | 555541580 | SI5000015 | 3.351,15  | ⊙    | Häufig überschwemmte Karstsenke. Bedeutendes Brutvorkommen von Wachtelkönig und anderen Wiesenbrütern.                                                                                           |
| Planinsko polje                             |               | 555541581 | SI5000016 | 1.046,30  | ⊙    | Typische Karstlandschaft mit regelmäßigen Überschwemmungen. Bedeutendes Brutgebiet des Wachtelkönigs.                                                                                            |
| Nanoščica - porečje                         |               | 555541582 | SI5000017 | 1.927,74  | ⊙    | Wasserreiches Flusstal der Nanoščica mit naturnahem Flusslauf und Feuchtwiesen. Bedeutendes Brutvorkommen von Wachtelkönig und anderen Wiesenbrütern.                                            |
| Sečoveljske soline                          |               | 555541583 | SI5000018 | 891,97    | ⊙    | Größtenteils stillgelegtes Salinengelände zur Meersalzgewinnung. Bedeutendes Vorkommen des Seeregenpfeifers und des Stelzenläufers.                                                              |
| Julijci (deutsch: Julische Alpen)           |               | 555541584 | SI5000019 | 88.647,07 | ⊙    | Alpiner Gebirgszug mit dem höchsten Berg Sloweniens, dem Triglav. Bedeutendes Brutgebiet für Hühnervögel, wie Alpenschneehuhn, Auerhuhn und Steinhuhn.                                           |
| Breginjski Stol                             |               | 555541585 | SI5000020 | 1.313,17  | ⊙    | Südhang des Stol mit alpinem Grünland. Bedeutender Brutplatz für Wiesenbrüter, wie dem Wachtelkönig.                                                                                             |
| Vipavski rob                                |               | 555541586 | SI5000021 | 13.364,68 | ⊙    | Steil abfallender Teil des Dinarischen Gebirges, mit Trockenrasen und Felsen. Bedeutendes Vorkommen von Schlangenadler und Steinhuhn.                                                            |
| Kras (deutsch: Karst)                       |               | 555541588 | SI5000023 | 58.753,09 | ⊙    | Slowenischer Teil des Karstgebirges. Bedeutendes Vorkommen von Ortolan, Brachpieper, Schlangenadler, Sperbergrasmücke und Uhu.                                                                   |
| Grintovci                                   |               | 555541589 | SI5000024 | 31.965,09 | ⊙    | Östlicher Teil der Karawanken und der Steiner Alpen. Alpine Nadelwälder und Lebensräume oberhalb der Baumgrenze. Bedeutende Vorkommen von Sperlingskauz, Auerhuhn, Birkhuhn und Alpenschneehuhn. |
| Trnovski gozd (deutsch: Ternowaner Wald)    |               | 555541590 | SI5000025 | 10.528,09 | ⊙    | Bewaldetes Hochkarstplateau des Ternowaner Waldes mit Buchen- und Tannenwäldern. Bedeutendes Brutgebiet des Haselhuhns.                                                                          |
| Posavsko hribovje                           |               | 555541591 | SI5000026 | 3.517,14  | ⊙    | Steilhänge im Save-Tal und weitere verstreute Einzelgebiete. Bedeutendes Vorkommen des Wanderfalken.                                                                                             |
| Črete                                       |               | 555577854 | SI5000027 | 1.445,61  | ⊙    | Zwei Teilgebiete mit dem Medvedce-Stausee. Bedeutendes Rastgebiet für Zugvögel. |
| Debeli rtič                                 |               | 555577855 | SI5000028 | 92,72     | ⊙    | Küstenstreifen an der Adriaküste mit vorgelagerter Sandbank und Tanggras-Rasen. Bedeutendes Vorkommen der Mittelmeer-Krähenscharbe.                                                              |
| Gluha loza                                  |               | 555577856 | SI5000029 | 1.442,50  | ⊙    | Waldgebiet im Žumberak-Gebirge. Bedeutender Lebensraum des Weißrückenspechts. |
| Karavanke (deutsch: Karawanken)             |               | 555577857 | SI5000030 | 4.331,06  | ⊙    | Slowenischer Teil der Karawanken. Alpiner Gebirgszug mit bedeutenden Vorkommen von Birkhuhn, Dreizehenspecht und anderen Arten.                                                                  |
| Strunjan                                    |               | 555577858 | SI5000031 | 187,98    | ⊙    | Abschnitt der Adriaküste mit flach abfallendem Meeresboden. Bedeutender Lebensraum für Lachmöwe, Mittelmeer-Krähenscharbe und Silberreiher.                                                      |
| Dobrava-Jovsi                               |               | 555577859 | SI5000032 | 2.849,49  | ⊙    | Feuchte Ebene am Fluss Sotla mit Eichen- und Buchenwäldern und Feuchtwiesen. Bedeutendes Vorkommen des Mittelspechts.                                                                            |
| Kozjansko                                   |               | 555577860 | SI5000033 | 8.028,69  | ⊙    | Hügelige, nach Osten abflachende Region mit einem Mosaik aus Streuobstwiesen, Grünland und naturnahen Wäldern. Bedeutendes Brutgebiet u. a. für Schwarzstirnwürger und Neuntöter.                |